# Джефри Дийн Морган
Джефри Дийн Морган (на английски: Jeffrey Dean Morgan) е американски актьор.
Понякога го бъркат с Хавиер Бардем поради външната прилика, но Морган е много по-висок.

## Биография
Роден е на 22 април 1966 г. в Сиатъл, САЩ. През ученическите си и студентски години играе баскетбол. Иска да стане професионален баскетболист, но вследствие на травма изоставя спорта.
След неуспешни опити като художник и писател, той попада в киностудиото в Лос Анджелис. Морган се снима в над 25 филма и телевизионни сериали. От 2006 до 2009 г. е част от екипа на „Анатомията на Грей“. По същото време се снима и в „Свръхестествено“ и „Трева“, а през 2015 и в „Добрата съпруга“. От 2016 г. изпълнява ролята на Нигън в „Живите мъртви“.
Има връзка с Хилари Бъртън, от която има един син. Женят се през 2019 година.